# Wintzenheim

Wintzenheim este o comună în departamentul Haut-Rhin din estul Franței. În 2009 avea o populație de 7.610 de locuitori.

## Evoluția populației
| An        | 1975  | 1982  | 1990  | 1999  | 2006  | 2009  |
| --------- | ----- | ----- | ----- | ----- | ----- | ----- |
| Populație | 6.311 | 6.441 | 6.554 | 7.180 | 7.524 | 7.610 |